# 琵琶湖八景
琵琶湖八景（びわこ はっけい）は、日本の琵琶湖周辺に見られる優れた風景から「八景」の様式に則って8つを選んだ風景評価の一つ。

## 由来
昭和25年（1950年）、琵琶湖とその周辺が琵琶湖国定公園に指定されたのを契機に選定された。近代感覚をもとに、琵琶湖の雄大さと変化に富んだ景観が主として選ばれている。

## 八景
琵琶湖八景における8つの風景。作品の場合は題目となる。
- 月明 彦根の古城 （げつめい ひこね-の-こじょう）

月明かりに浮かび上がる壮麗な彦根城。なお、彦根城は彦根八景にも選定されている。
- 涼風 雄松崎の白汀 （りょうふう おまつざき-の-はくてい）

近江舞子は雄松崎の白い砂州に爽やかな風が吹く情景。関連項目：近江舞子駅。
- 新雪 賤ヶ岳の大観 （しんせつ しずがたけ-の-たいかん）

賤ヶ岳から見た、奥琵琶湖から湖西の山々の新雪の風景。関連項目：賤ヶ岳の戦い。
- 煙雨 比叡の樹林 （えんう ひえい-の-じゅりん）

霧雨に煙る比叡山の森の情景。　関連項目：延暦寺。
- 深緑 竹生島の沈影 （しんりょく ちくぶしま-の-ちんえい）

琵琶湖に濃い影を落とす、緑豊かな竹生島。
- 夕陽 瀬田・石山の清流 （ゆうよう せた-いしやま-の-せいりゅう）

夕日に映える瀬田の唐橋と石山寺、そして、瀬田川の流れ。
- 暁霧 海津大崎の岩礁 （ぎょうむ かいずおおさき-の-がんしょう）

霧が立ち上る暁どき、湖面に屹立する雄大な海津大崎の岩礁。
- 春色 安土・八幡の水郷 （しゅんしょく あづち-はちまん-の-すいごう）

春を迎えた安土、および、近江八幡の水郷の、のどかな情景。関連項目：八幡堀、西の湖、水郷めぐり。